# Los Búhos
Los Búhos fue un grupo pionero del beat y del rock nacional argentino en la década de 1960.

## Carrera
Grupo formado en el barrio de Constitución por los hermanos Juan Agustín Merlo (1.ª voz y 1.ª guitarra) y Augusto César 'Yusti' Merlo (2.ª voz, 2.ª guitarra y armónica), Jorge 'Turco' Rodríguez (3.ª voz y bajo) y Jorge 'Rango' Tacconi (batería). Se iniciaron en 1959 como Los Panter, nombre que cambiaron a Los Morgan y luego a Los Búhos para su debut profesional, en septiembre de 1963. Grabaron en CBS, versiones en castellano de canciones de grupos británicos célebres. Sus temas más exitosos: Todo mi Cariño, Verdes praderas y Ocho Días a la Semana de The Beatles y Alegría por todas partes de Dave Clark Five.
El éxito para Los Búhos comenzó a finales de 1963, cuando estos cuatro jóvenes empezaron a hacer sus actuaciones en clubes de barrio y fueron descubiertos, gracias a un tío de los hermanos Merlo, por el productor de la CBS Jacko Zeller, que tenía en mente recrear a Los Beatles argentinos. Es por ello que Los Búhos surgen en el momento justo para el proyecto discográfico de Zeller.
Entre 1963 y 1968 grabaron seis discos simples, un doble y dos L.Ps. Pese a que también componían, no les permitieron grabar temas propios sino covers traducidos
Sin duda les perjudicó haber sido lanzados demasiado pronto, inmediatamente después que The Beatles y mucho antes que los uruguayos Los Shakers, coincidiendo con la llegada a la Argentina de Los Beetles americanos, cuando el público aún no estaba preparado para aceptar a grupos locales de estilo beat cantando en español. Los Búhos tenían una imagen internacional (cantaban a 4 voces con una estructura de dos guitarras, bajo, batería y armónica), algo único en una banda de aquella época. Tiempo más tarde, cuando intentaron grabar sus propias canciones, la discográfica CBS les retiró su apoyo, aunque eran excelentes músicos y compositores que, por lo explicado, nunca pudieron grabar temas de su autoría.
En cine participaron en la película Los guerrilleros en 1965, dirigida por Lucas Demare, y protagonizada por Arturo García Buhr, Bárbara Mujica, José María Langlais, Olga Zubarry e Ignacio Quirós. Allí cantaron el tema Everybody.
En 1968 se produjeron cambios en el grupo: entró José Durán a la batería en lugar de Rango Tacconi y Edward Green en bajo en lugar de Jorge Rodríguez
Recordamos que Los Búhos fueron teloneros del antes citado grupo estadounidense llamado The American Beetles, que fueron a Argentina en 1964 para actuar en el Canal 9, entonces dirigido por el empresario Alejandro Romay.
Podemos afirmar que Los Búhos fueron el primer grupo beat-rock argentino, adelantándose en dos y tres años respectivamente, a Los Beatniks de Moris o a Los Gatos de Litto Nebbia.

## Filmografía
- 1965: Los guerrilleros.

## Televisión
- Sábados circulares, conducido por Pipo Mancera.
- Sábados Continuados, con Antonio Carrizo.
- Escala musica.

## Discografía
- No quiero llorar (simple) (1964)
- Tú, la única (1964)
- Los Búhos (1964)
- Así son Los Búhos (1965)

## Temas interpretados
- 01 - No trates de cambiar al mundo
- 02 - Socorro
- 03 - No quiero ser asi
- 04 - New York City es una ciudad solitaria
- 05 - Ocho días a la semana
- 06 - Si te vas de mi
- 07 - No ves que es mia?
- 08 - Verdes praderas
- 09 - Sra. Brown
- 10 - El juego de llorar
- 11 - Alegría por todas partes
- 12 - Un extraño en el paraíso
- 13 - Ayer
- 14 - Eres única
- 15 - La noche más linda del año
- 16 - Tú la única
- 17 - Tú me dijiste adiós
- 18 - Mejor
- 19-  El Piropo
- 20- El juego de las lágrimas, de Dave Berry
- 21- No temas amar, de Buddy Holly